# Erich Becker (General)
Erich Becker (* 26. August 1937 in Frechen) ist ein Brigadegeneral außer Dienst des Heeres der Bundeswehr und war zuletzt Brigadekommandeur der Panzerlehrbrigade 9 in Munster.

## Leben
Beförderungen
- 1959 Leutnant
- 1962 Oberleutnant
- 1966 Hauptmann
- 1970 Major
- 1972 Oberstleutnant
- 1986 Oberst
- 1991 Brigadegeneral

Becker trat im März 1957 beim Panzerjägerbataillon 5 in Grafenwöhr in die Bundeswehr ein und durchlief als Offizieranwärter die Offizierausbildung zum Offizier des Truppendienstes der Panzerjägertruppe unter anderem an der Heeresoffizierschule II in Husum und der Panzerjägerschule in Munster. 1959 wurde er zum Leutnant befördert und war zunächst im Panzerjägerbataillon 5 in Wetzlar, nach Umgliederung und Verlegung im Panzerbataillon 194 in Münster-Handorf Zugführer, Offizier S2 (Militärisches Nachrichtenwesen) und S1 (Personal), von 1963 bis 1965 Kompaniechef einer Kampfkompanie und anschließend bis 1968 Chef einer Stabs- und Versorgungskompanie. Während seiner Zeit als Kompaniechef absolvierte er eine Berufsausbildung zum Kraftfahrzeugmechaniker-Gesellen.
Von 1968 bis 1970 war Becker S1 der Panzerbrigade 21 in Augustdorf, von 1970 bis 1972 stellvertretender Bataillonskommandeur des Panzerlehrbataillons 92 in Munster, von 1972 bis 1975 Taktischer Stabsoffizier im Spezialstab Auswertung, Truppenversuche und Vorschriften (ATV) der Kampftruppenschule 2 in Munster, von 1975 bis 1979 Bataillonskommandeur des Panzerbataillons 284 in Dornstadt und anschließend bis 1981 Kommandeur des Panzerlehrbataillons 94 in Munster. Danach war er bis 1985 Referent im Führungsstab des Heeres (Fü H), Stabsabteilung III im Bundesministerium der Verteidigung (BMVg) auf der Hardthöhe in Bonn. Von 1985 bis 1987 war er stellvertretender Brigadekommandeur der Panzerbrigade 28 in Dornstadt, wurde 1987 Leiter des Spezialstabs Auswertung, Truppenversuche und Vorschriften (ATV) der Kampftruppenschule 2 in Munster.
Von April 1988 bis September 1990 war Becker Brigadekommandeur der Panzergrenadierbrigade 31 in Oldenburg. Ab September 1990 bis 1995 war er Kommandeur der Panzerlehrbrigade 9 in Munster. Anschließend wurde er in den Ruhestand versetzt.

## Privates
Becker ist verheiratet, römisch-katholisch und hat einen Sohn sowie eine Tochter.